# استان حوض شرقی
استان حوض شرقی (به عربی: ولایة الحوض الشرقی) یکی از استان‌های کشور موریتانی است. استان حوض شرقی ۱۸۲٬۷۰۰ کیلومتر مربع مساحت و ۴۳۰٬۶۶۸ نفر جمعیت دارد.